# Acerno
Acerno (Aciernə in dialetto acernese) è un comune italiano di 2 435 abitanti della provincia di Salerno in Campania.

## Geografia fisica

### Territorio
Acerno è posizionato al centro dei monti Picentini, nell'alta valle del fiume Tusciano. Il suo territorio confina con la provincia di Avellino.
- Classificazione sismica: zona 2 (sismicità media), Ordinanza PCM. 3274 del 20/03/2003.
- Classificazione climatica: zona E, 2459 GG

## Storia
Borgo fortificato, fu baronia di Ruggero di Lauria e più tardi marchesato della famiglia Mascara, che ne conservò il possesso fino al secolo XVIII.
Dal 1811 al 1860 ha fatto parte del circondario di Montecorvino, appartenente al Distretto di Salerno del Regno delle Due Sicilie.
Dal 1860 al 1927, durante il Regno d'Italia, ha fatto parte del mandamento di Montecorvino, appartenente al Circondario di Salerno.
Il comune ha subìto gravi danni nel terremoto del 1980.

### Simboli
Lo stemma e il gonfalone sono stati concessi con decreto del presidente della Repubblica del 29 maggio 1963.
Il gonfalone è un drappo partito di bianco e di azzurro.

## Monumenti e luoghi d'interesse

### Architetture religiose
- La Donatella
- Concattedrale di San Donato, ubicata poco fuori dal paese vicino al cimitero, è caratterizzata da stile barocco, campanile a più piani e cuspide a bulbo;
- Ex convento e chiesa di Sant'Antonio;
- Santuario della Madonna delle Grazie;
- Chiesa parrocchiale Santa Maria degli Angeli;
- Chiesa dell'arciconfraternita dei Morti;
- Chiesa di San Matteo;
- Chiesa della Madonna del Carmelo (XVI secolo).

### Architetture civili
- Antiche cartiere
- Antiche ferriere
- Monumento ai caduti

### Architetture militari
- Castello longobardo

### Aree naturali
- Grotte
  - Grotta degli Angeli[7]
  - Grotta Strazzatrippa[7]
  - Grotta Acquapreta[7]
  - Grotta Francesco Raso[7]
  - Grotta del Bosco di San Lorenzo[7]
  - Grava di Marino Freda[7]

#### Miniere
- Miniera di lignite

## Cultura

### Media
Televisione
- Tele Monti Picentini nel 1982 chiuderà i battenti alla vigilia della legge Mammì nell'agosto 1990

Radio
- Radio Acerno International nacque nel 1978. Il 23 novembre 1980, a causa del terremoto che scosse tutta l’Irpinia, chiuse i battenti per gravi danni subiti alle attrezzature e alla struttura che le ospitava.

Programmi in tv
- Monti Picentini - Geo del 29 gennaio 2014 Rai 3

## Società

### Evoluzione demografica
Abitanti censiti

### Etnie e minoranze straniere
Al 31 dicembre 2015 ad Acerno risultano residenti 79 cittadini stranieri.

### Religione
La maggioranza della popolazione è di religione cristiana di rito cattolico; il comune appartiene alla forania Montecorvino Pugliano - Montecorvino Rovella - Pontecagnano - Acerno dell'Arcidiocesi di Salerno-Campagna-Acerno, con una parrocchia.

## Economia
Il territorio è ricoperto da vasti boschi di aceri, castagni, faggi, carpini e noccioli intensamente sfruttati e da ricchi pascoli destinati a un fiorente allevamento di ovini, bovini e suini. Le aree agricole producono ortofrutta, cereali e patate. Per la sua posizione amena e salubre è frequentata sia d'estate che d'inverno e vi sono sorti alcuni alberghi ed aziende agrituristiche.

## Infrastrutture e trasporti

### Strade
- Strada Regionale 164/b Montecorvino Rovella-Acerno-Croci di Acerno-confine provincia, principale asse viario che lo collega a Montecorvino Rovella e alla zona irpina di Montella e Bagnoli Irpino.
- Strada Provinciale 31/d Pietra di mastro Agostino-Toriello (in fase di completamento).

### Mobilità urbana
La mobilità è affidata, per quanto riguarda i trasporti extraurbani, alla società Sita Sud che collega il paese con Salerno.

## Amministrazione
| Periodo        | Periodo         | Primo cittadino            | Partito               | Carica  | Note |
| -------------- | --------------- | -------------------------- | --------------------- | ------- | ---- |
| 1946           | 1956            | Raffaele De Nicola         | DC                    | Sindaco |      |
| 1956           | 1960            | Generoso Granese           | Socialcomunisti (PCI) | Sindaco |      |
| 1960           | 25 ottobre 1968 | Raffaele De Nicola         | DC                    | Sindaco |      |
| 1970           | 1985            | Pasquale Panico            | Lista civica (PSI)    | Sindaco |      |
| 1985           | 1989            | Donato Matassino           | Lista civica (IND)    | Sindaco |      |
| 27 giugno 1989 | 21 agosto 1990  | Pasquale Panico            | PSI                   | Sindaco |      |
| 21 agosto 1990 | 17 giugno 1993  | Vito Sansone               | PSI                   | Sindaco |      |
| 17 giugno 1993 | 14 giugno 1994  | Michele Giannattasio       | Lista civica (DC)     | Sindaco |      |
| 14 giugno 1994 | 25 maggio 1998  | Michele Giannattasio       | Unità per Acerno      | Sindaco |      |
| 25 maggio 1998 | 26 maggio 2002  | Pasquale Panico            | Crescere Insieme      | Sindaco |      |
| 26 maggio 2002 | 16 giugno 2006  | Michele Giannattasio       | Uniti per Acerno      | Sindaco |      |
| 16 giugno 2006 | 27 maggio 2007  | Massimiliano Cuozzo (f.f.) | Uniti per Acerno      | Sindaco |      |
| 27 maggio 2007 | 6 maggio 2012   | Massimiliano Cuozzo        | Progetto Acerno       | Sindaco |      |
| 6 maggio 2012  | 11 giugno 2017  | Vito Sansone               | Un'altra Primavera    | Sindaco |      |
| 11 giugno 2017 | 12 giugno 2022  | Massimiliano Cuozzo        | Per Acerno            | Sindaco |      |
| 12 giugno 2022 | in carica       | Massimiliano Cuozzo        | Insieme per Acerno    | Sindaco |      |

### Altre informazioni amministrative
Il comune fa parte della Comunità montana Monti Picentini.
Le competenze in materia di difesa del suolo sono delegate dalla Campania all'Autorità di bacino regionale Destra Sele e all'Autorità di bacino interregionale del fiume Sele.
La gestione del ciclo dell'acqua è affidato all'ATO 2 Sele.
Per quel che riguarda la gestione dell'irrigazione e del miglioramento fondiario, l'ente competente è il Consorzio di bonifica in Destra del fiume Sele.

## Sport

### Calcio
Acerno possiede due squadre di calcio. In Seconda Categoria troviamo l'Acerno Calcio, principale squadra cittadina che da anni milita tra i dilettanti con un passato in Seconda Categoria, mentre in Terza Categoria figura lo Sporting Acerno. In passato hanno rappresentato il comune la Virtus Acerno e il Real Acerno 2000.

### Impianti sportivi
- Campo di calcio Villaggio San Francesco[11].